# Alvania discors
Alvania discors is een slakkensoort uit de familie van de Rissoidae. De wetenschappelijke naam van de soort is voor het eerst geldig gepubliceerd in 1818 door Allan.

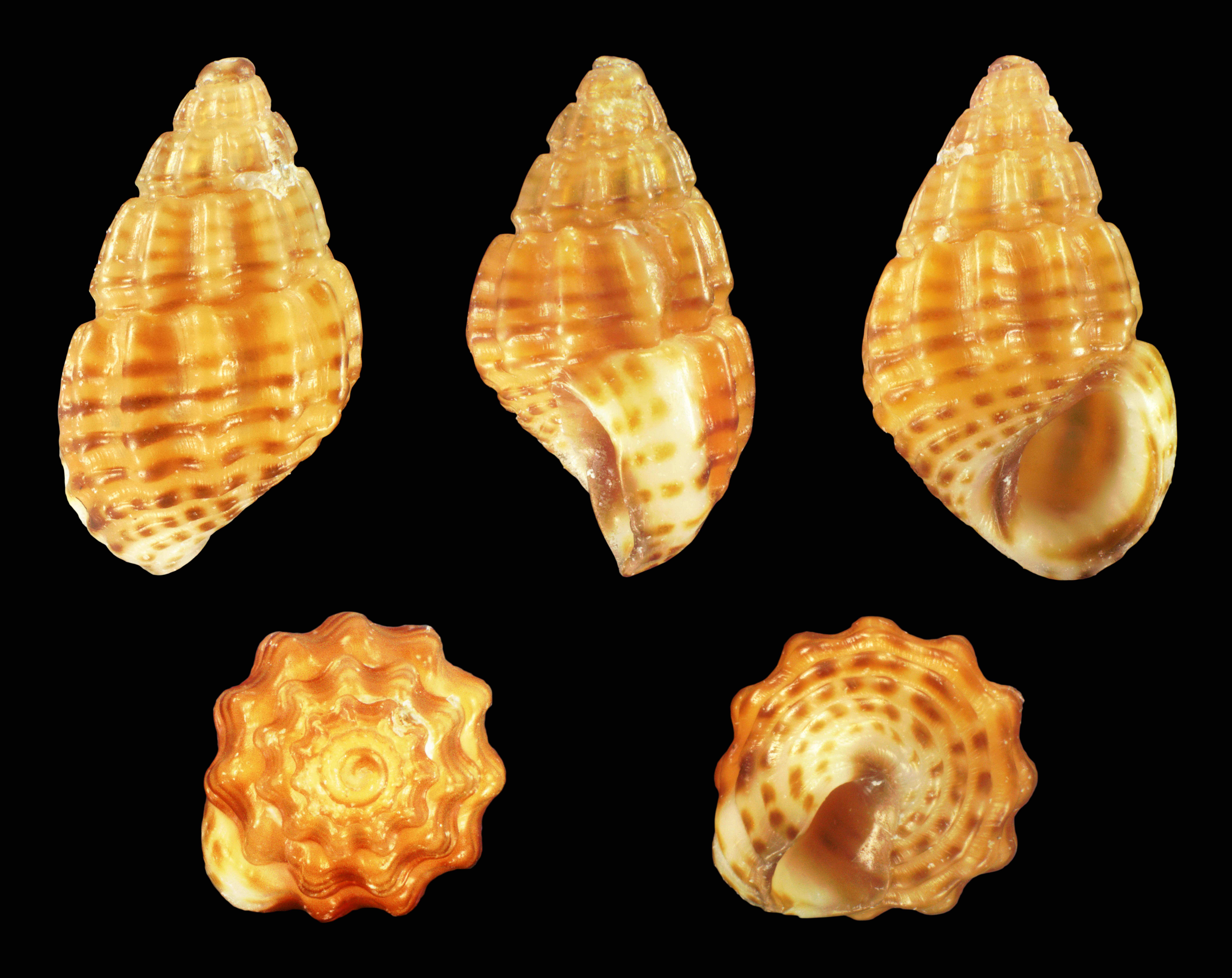
Alvania discors forma peloritana